# Geureudong
Geureudong je v současnosti nečinný masivní vulkanický komplex na severu indonéského ostrova Sumatra. Je to jeden z největších sopečných útvarů v této části ostrova. Spočívá na starších břidlicích a žule. 
Geureudong se skládá ze dvou překrývajících se sopek. První je erodovaná pleistocenní Bur ni Geureudong, na jejímž severním a jižním svahu lze nalézt termální prameny a fumaroly. Druhou je Bur ni Telong, disponující aktivním kráterem, který může tvořit lávové proudy. Menšími útvary jsou dva sopečné kužele: Salah Nama a Pepanji.